# Prva hrvatska vaterpolo liga 2014-2015
La Prva Liga 2014-2015 è la 24ª edizione della massima serie del campionato croato maschile di pallanuoto. Ha avuto inizio con la stagione regolare il 4 ottobre 2014 e si concluderà con gara 3 della finale scudetto il 16 maggio 2015. Eventuali gara-4 e gara-5 sono in programma rispettivamente il 20 e 23 maggio.
La stagione regolare coincide con la stagione regolare della Regionalna Liga 2014-15, alla quale partecipano tutte le sette squadre croate di massima divisione, più tre montenegrine, una slovena e, per la prima volta nella sua breve storia, quattro serbe. Le prime quattro squadre croate della Regionalna Liga si qualificano alle semifinali playoff del campionato croato che si svolgono al meglio delle tre partite, mentre la finale si svolge al meglio dei cinque incontri.

## Squadre partecipanti
| Club           | Città    | Piscina                | Stagione 2013-2014      |
| -------------- | -------- | ---------------------- | ----------------------- |
| Jadran Spalato | Spalato  | Piscina Jadran         | 7º posto                |
| Jug Dubrovnik  | Ragusa   | Piscina Gruž           | 3º posto, Semifinalista |
| Medveščak      | Zagabria | ŠRC Šalat              | 6º posto                |
| Mladost        | Zagabria | Mladost Sports Complex | 2º posto, Finalista     |
| Mornar         | Spalato  | Piscina Poljud         | 4º posto, Semifinalista |
| POŠK           | Spalato  | Piscina POŠK           | 5º posto                |
| Primorje       | Fiume    | Piscina di Cantrida    | 1º posto, Vincitore     |

## Playoff

### Tabellone per il titolo
|  | Semifinali | Semifinali    | Semifinali    | Semifinali | Semifinali |  |  | Finale          | Finale        | Finale  | Finale  | Finale  | Finale | Finale |  |
|  |            |               |               |            |            |  |  |                 |               |         |         |         |        |        |  |
|  | 1          | Primorje      | Primorje      | 11         | 8          |  |  |                 |               |         |         |         |        |        |  |
|  | 4          | Mornar        | Mornar        | 9          | 7          |  |  | Primorje        | Primorje      | 9       | 84      | 9       | 74     | 11     |  |
|  | 2          | Jug Dubrovnik | Jug Dubrovnik | 9          | 11         |  |  | Jug Dubrovnik   | Jug Dubrovnik | 8       | 85      | 8       | 75     | 8      |  |
|  | 3          | Mladost       | Mladost       | 6          | 8          |  |  |                 |               |         |         |         |        |        |  |
|  |            |               |               |            |            |  |  |                 |               |         |         |         |        |        |  |
|  |            |               |               |            |            |  |  | Finale 3º posto |               |         |         |         |        |        |  |
|  |            |               |               |            |            |  |  |                 |               |         |         |         |        |        |  |
|  |            |               |               |            |            |  |  | Mornar          | Mornar        | Mornar  | Mornar  | Mornar  | 10     | 9      |  |
|  |            |               |               |            |            |  |  | Mladost         | Mladost       | Mladost | Mladost | Mladost | 11     | 11     |  |

### Tabellone per il 5º posto
|  | Semifinali | Semifinali     | Semifinali | Semifinali | Semifinali |  |  | Finale 5º posto | Finale 5º posto | Finale 5º posto | Finale 5º posto | Finale 5º posto |  |
|  |            |                |            |            |            |  |  |                 |                 |                 |                 |                 |  |
|  |            |                |            |            |            |  |  | 5               | POŠK            | POŠK            | 10              | 6               |  |
|  | 6          | Jadran Spalato | 12         | 92         | 16         |  |  |                 | Jadran Spalato  | Jadran Spalato  | 11              | 14              |  |
|  | 7          | Medveščak      | 10         | 93         | 9          |  |  |                 |                 |                 |                 |                 |  |

### Finale scudetto
| Arbitri: | Dragan Štampalija Boris Obradović |

|                                           |           |                                             |
| Sukno: 4 Burić: 2 García, Muslim, Radu: 1 | Marcatori | 3: Obradović 2: Fatović, Ivanković 1: Macan |

| Arbitri: | Branko Banovac Massimiliano Caputi |

|                                                                 |                      |                                                   |
| Obradović: 3 Bošković: 2 Bušlje, Constantin Bicari, Fatović: 1  | Marcatori            | 3: Petrović 2: Radu 1: Buljubašić, García, Krapić |
| Bošković Obradović Younger Fatović Ivanković Bošković Obradović | Tiri di rigore 5 – 4 | Muslim (1°) García Šetka Elez Sukno Muslim García |

| Arbitri: | Nenad Periš Joško Prančić |

|                                                           |           |                                                    |
| Muslim: 3 Šetka: 2 Buljubašić, Krapić, Petrović, Sukno: 1 | Marcatori | 2: Janović, Macan, Obradović 1: Fatović, Ivanković |

| Arbitri: | Dragan Štampalija Vojin Putniković |

|                                                               |                      |                                       |
| Janović, Younger: 2 Bošković, Constantin Bicari, Obradović: 1 | Marcatori            | 2: Elez, Muslim 1: Radu, Šetka, Sukno |
| Bošković Janović Ivanković Younger Obradović                  | Tiri di rigore 5 – 4 | Elez (1°) Muslim Sukno Burić Šetka    |

| Arbitri: | Massimiliano Caputi Giorgos Stavridis |

|                                           |           |                                                      |
| García, Muslim, Sukno: 3 Krapić, Šetka: 1 | Marcatori | 3: Bošković, Janović 1: Constantin Bicari, Ivanković |